# 핫피 엔도
핫피 엔도(일본어: はっぴいえんど 핫피엔도[*], 영어: Happy End 해피 엔드[*])는 1970년부터 1973년까지 활동한 일본의 포크 록 밴드이다. 선구적인 아방가르드 사운드로, 일본 음악계에서 가장 영향력 있는 밴드 가운데 하나로 꼽힌다. 2003년에 HMV 재팬이 선정한 일본의 100대 팝 음악가 순위에서 4위에 올랐으며, 2007년 9월에는 그들의 음반 《카제마치 로망》이 롤링 스톤 재팬이 선정한 역대 일본의 록 명반 순위에서 1위에 올랐다.
호소노 하루오미와 마쓰모토 다카시, 오타키 에이이치, 스즈키 시게루로 구성되어 있었다. 호소노와 마쓰모토는 이전에 사이키델릭 록 밴드 에이프릴 풀에서 활동했었다. 해피엔드 해체 후, 호소노와 스즈키는 마쓰토야 마사타카와 함께 틴 팬 앨리를 결성했으며, 스즈키가 기타 연주자이자 솔로 음악가로 활동하는 동안 호소노는 옐로 매직 오케스트라를 결성했다. 마쓰모토는 성공적인 작사가가 되었으며, 오타키는 작곡가이자 솔로 음악가로, 일본에서 가장 많이 팔린 음반 가운데 하나인 《A LONG VACATION》을 1981년에 발매했다. 2003년엔 그들의 노래 〈카제오 아츠메테〉가 미국 영화 《사랑도 통역이 되나요?》에 삽입됐으며, OST 음반에도 수록됐다.

## 음반 목록

### 정규 음반
- 1970년 《핫피 엔도》 (はっぴいえんど)
- 1971년 《카제마치 로망》 (風街ろまん)
- 1973년 《HAPPY END》

## 같이 보기
- 일본 음악
- 일본의 록 음악